# Rosa ×aveyronensis
Pour les articles homonymes, voir Rosier de l'Aveyron.
Espèce
Rosa ×aveyronensis H.Coste, ou Rosier de l'Aveyron, est une espèce de plantes à fleurs de la famille des Rosaceae. C'est un hybride spontané entre Rosa pimpinellifolia ou rosier à feuilles de pimprenelle (=Rosa spinosissima) et Rosa agrestis (=Rosa sepium), connu uniquement en Aveyron.
Il a été découvert en 1897 par l'abbé Hippolyte Coste dans les environs de Millau (Aveyron), d'abord identifié par erreur comme Rosa × caviniacensis.
Après une étude plus approfondie, l'abbé Coste revient sur sa première identification dans une note jointe à l'Herbarium rosarum où il précise que la rose aveyronnaise diffère de la rose bourguignonne et il la décrit alors comme hybride nouveau pour la science : Rosa ×aveyronensis.

## Description

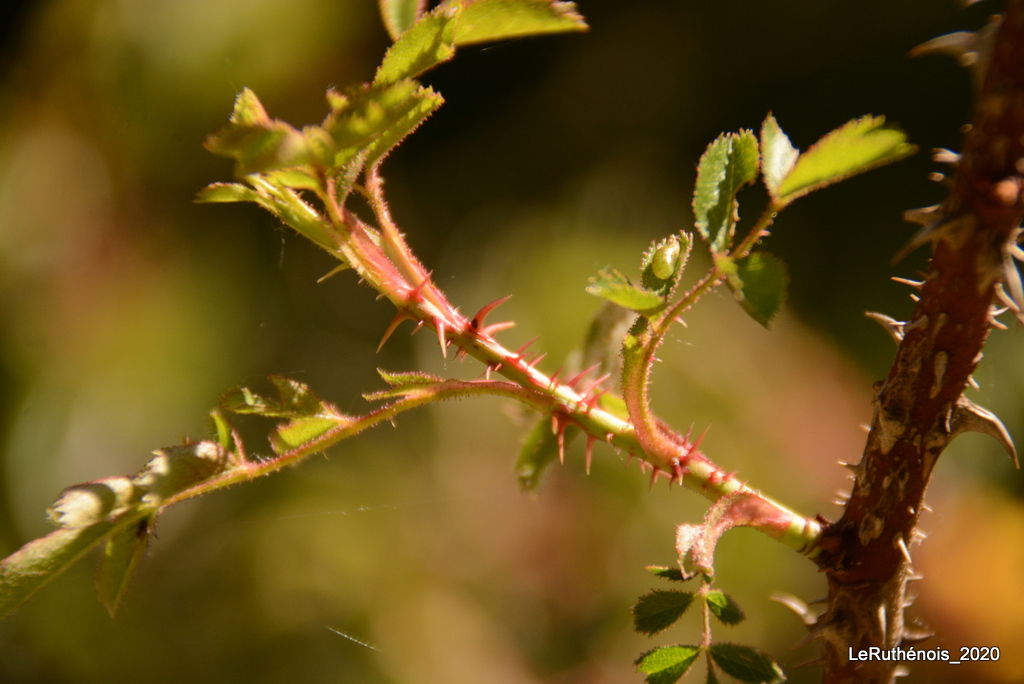
Aiguillons sur une jeune tige de Rosa × aveyronensis au printemps.

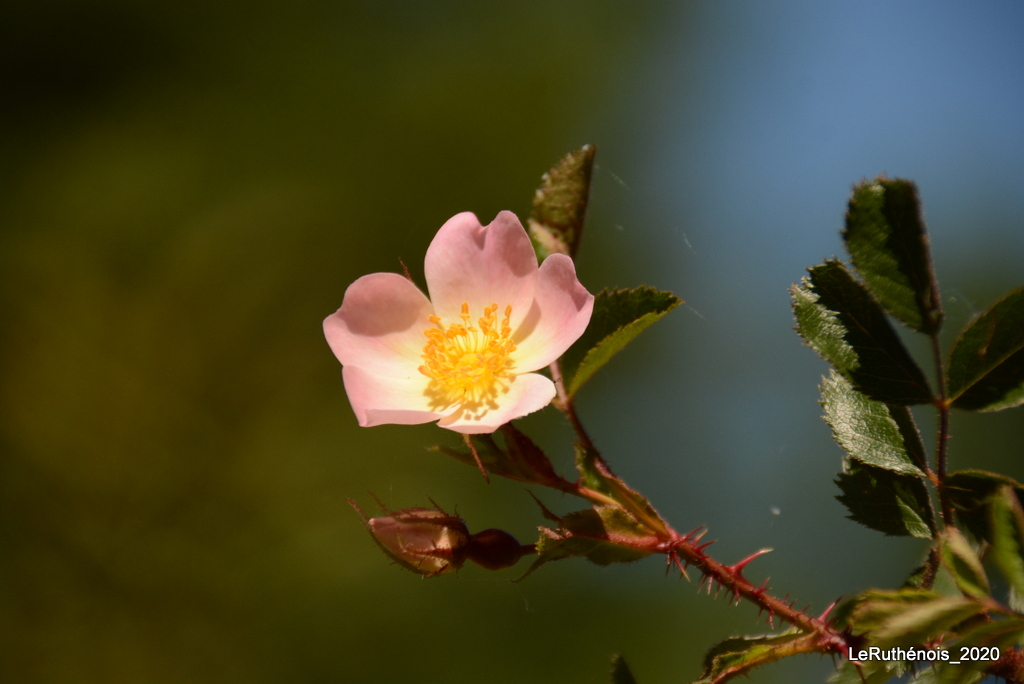
Fleur en mai, pétales bordés de rose.

C'est un arbrisseau formant un buisson pouvant dépasser les deux mètres de haut dont les nombreuses tiges sont munies de multiples aiguillons. Les tiges de l'année sont de couleurs rougeâtre et portent d'étonnantes garnitures de longs aiguillons presque droits ou légèrement courbés. 
Les feuilles présentent 9 folioles ovales-éliptiques, et son fortement glanduleuses en dessous. Les fleurs, de 2 à 4 cm de diamètre, à pétales blancs, ou bordés de rose, sont longuement pédicellées.
Les fruits (cynorrhodon) arrivent rarement à maturité, avortant presque tous peu de temps après la floraison.
Il est supposé  que Rosa pimpinellifolia est le parent mâle (qui donne le pollen) et que Rosa agrestis est le parent femelle autour duquel se sont répandus les descendants hybrides.

## Culture et utilisation
Le rosier de l'Aveyron s'exprime pleinement quand il est en pleine lumière et sur un sol argileux ou argilo-calcaire.
À l'état naturel ce remarquable taxon est encore visible au nord de Millau, en bordure de la route CD911, protégé par la direction des routes du département de l'Aveyron , il est possible d'observer un plant dans le jardin de l'espace botanique Hippolyte Coste à Saint-Paul-des-Fonts ainsi que dans l'arboretum Roger Caville qui se trouve dans le Parc du château de Vabre, au nord de Rodez.

## Galerie

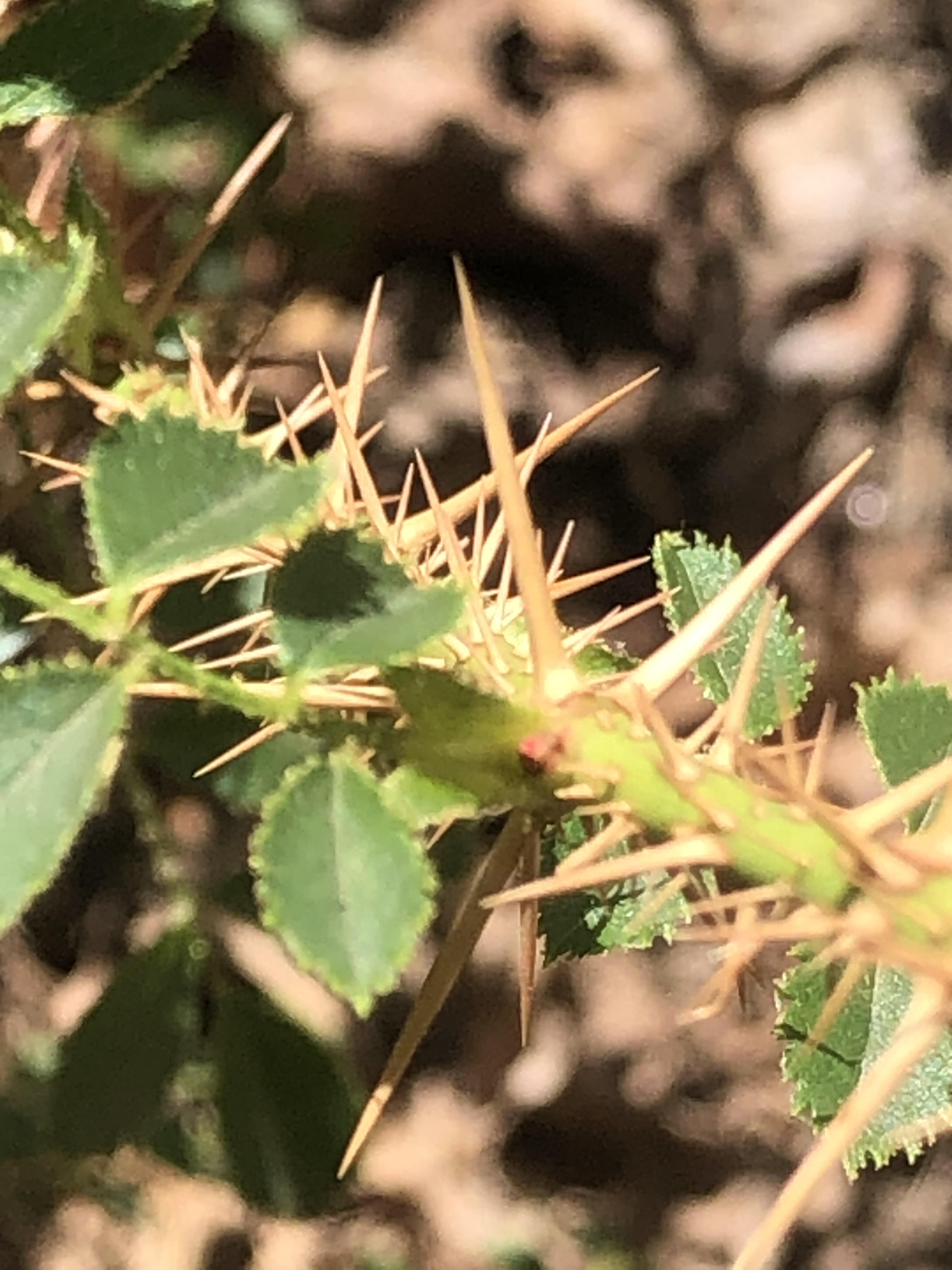
Détail des aiguillons.
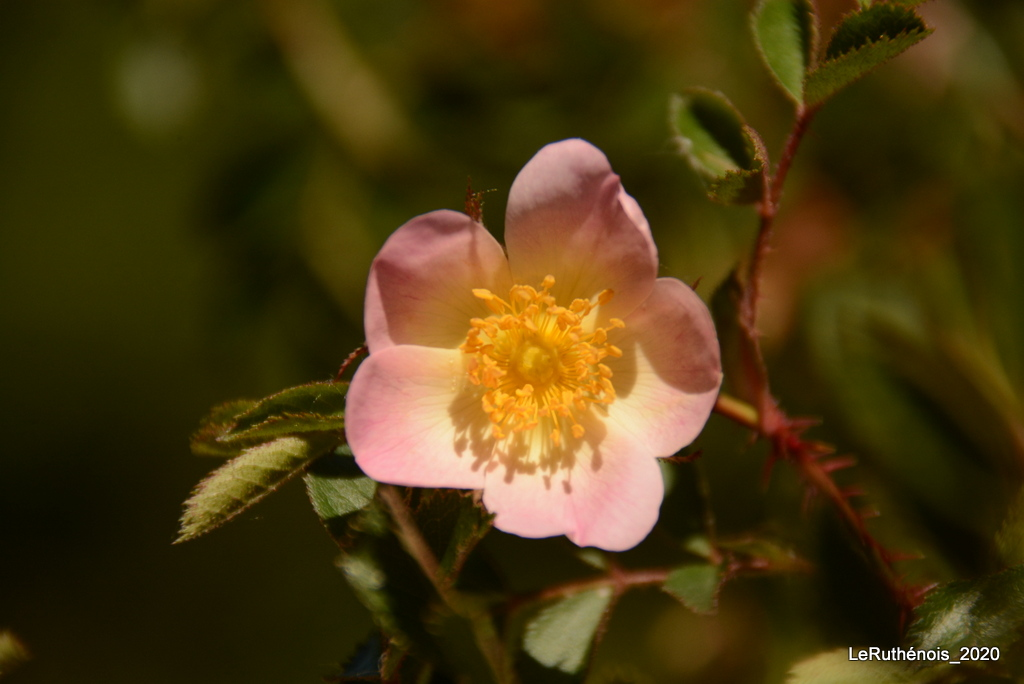
Fleur en mai, pétales bordés de rose.
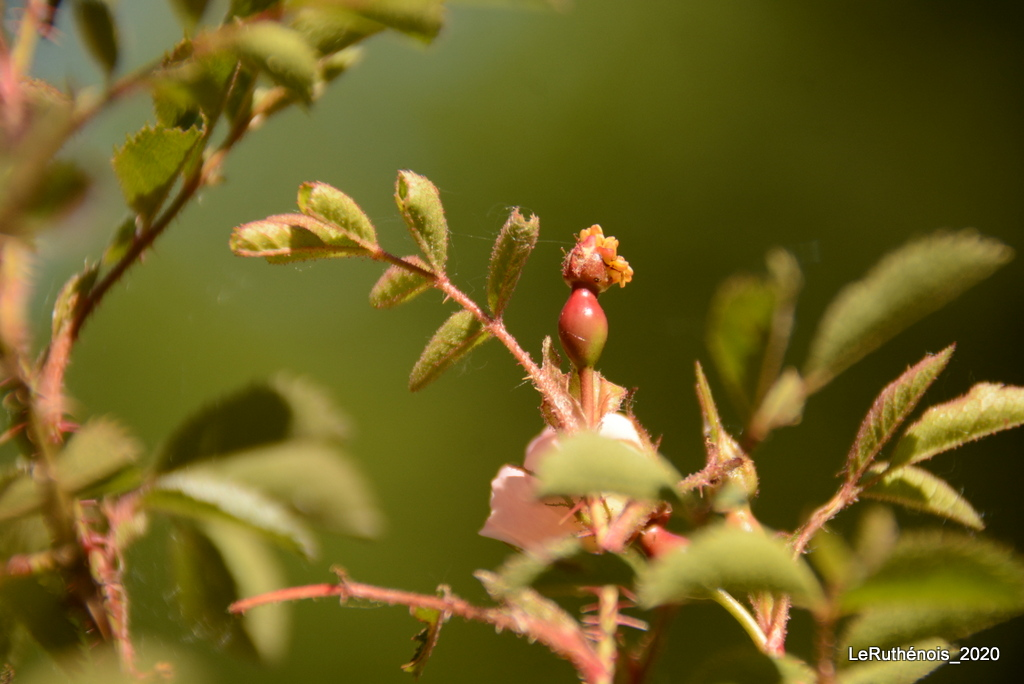
Cynorhodon en mai.
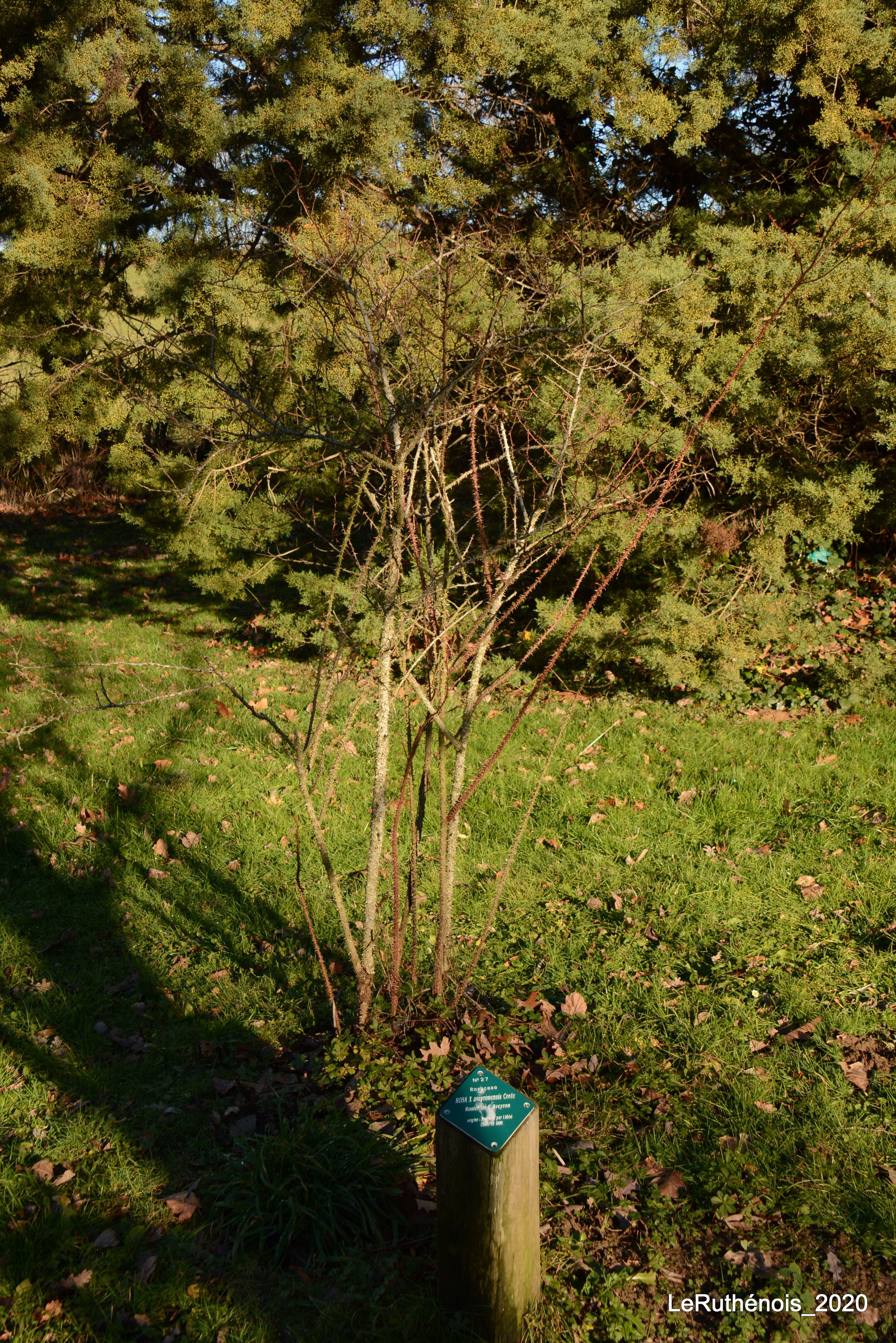
Plant de l'arboretum de Vabre.
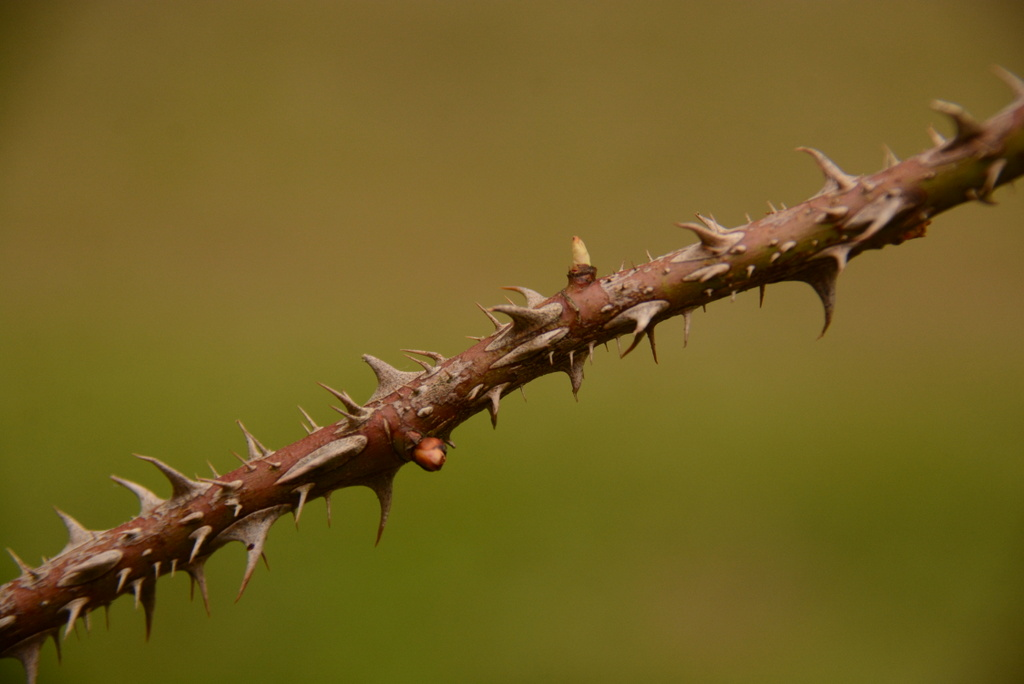
Tige avec ses bourgeons.
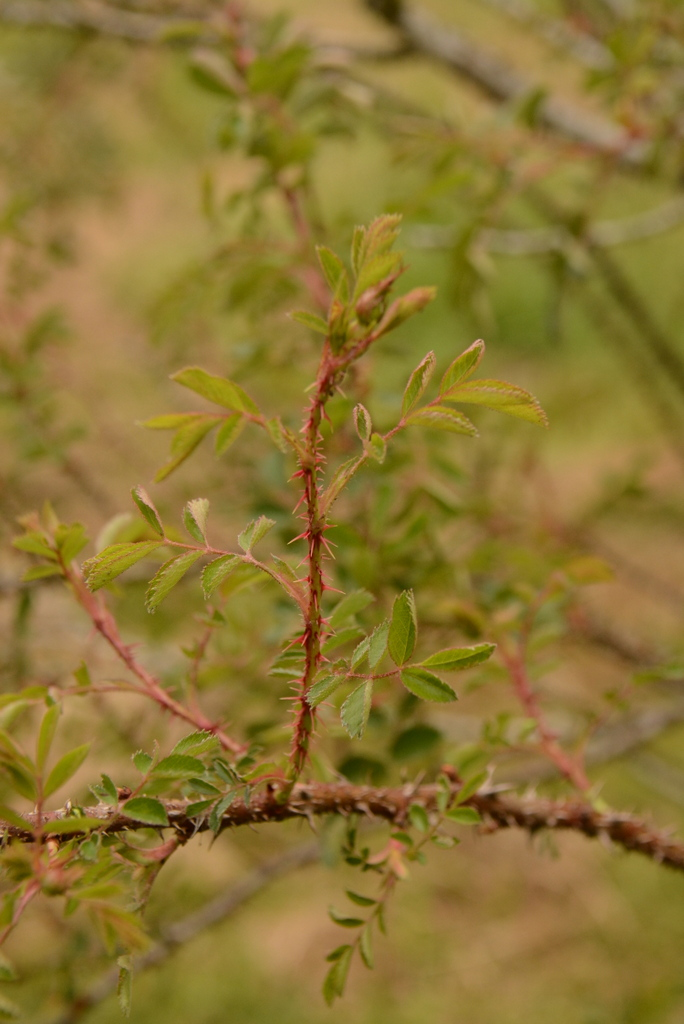
Tige avec bouton au printemps.